# Коларж, Ян (1981)
Ян Коларж (21 марта 1981, Босковице, Чехия) — бывший чешский хоккеист. Воспитанник хоккейного клуба «Пардубице». Играл за сборную Чехии по хоккею с шайбой. В настоящее время работает скаутом в «Пардубице».

## Биография
Ян Коларж родился 21 марта 1981 года в Босковице, Чехия. Воспитанник хоккейного клуба «Пардубице». Трёхкратный чемпион Чехии в составе «Пардубице» (2005, 2010 и 2012 годов). Выступал за сборную Чехии на Еврохоккейтуре. В 2012 году перешёл в нижнекамский «Нефтехимик». В декабре 2013 года контракт с игроком был расторгнут. В сезоне 2014/15 играл за пражскую «Славию». Следующий сезон провёл в йиглавской «Дукле». С 2016 по 2018 год играл в низших лигах Австрии. После завершения карьеры хоккеиста занимает должность скаута в «Пардубице».